# Mats Gustafsson/Diskografie

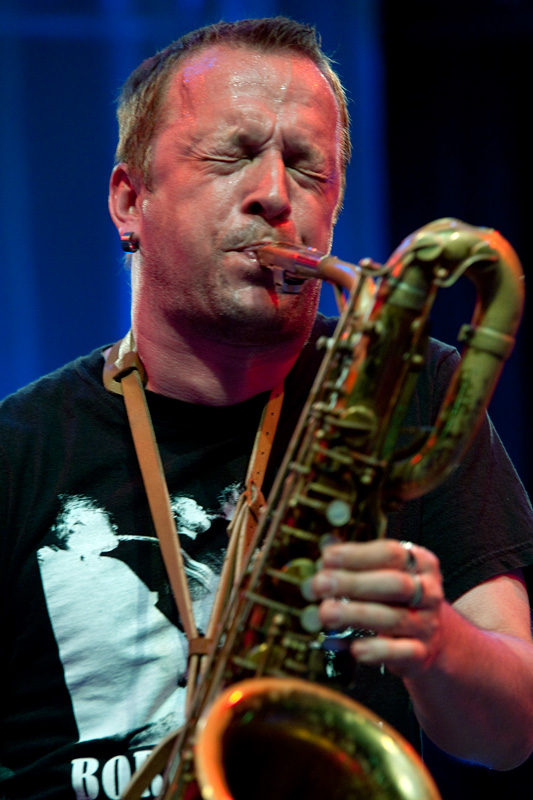
Mats Gustafsson, mœrs festival (2010)

Diese Diskografie ist eine Übersicht über die Tonträger des schwedischen Jazz-Saxophonisten Mats Gustafsson. Sie umfasst eine Vielzahl von Alben, an denen er als Solomusiker, Leader oder Gast beteiligt war. Hervorgehoben wurden Alben, die unter Gustafssons eigenem Namen erschienen sind sowie seine längerfristigen Projekte.

## Unter eigenem Namen
| VÖ   | Aufnahme  | Titel                                            | Musiklabel               | Anmerkungen |
| ---- | --------- | ------------------------------------------------ | ------------------------ | --- |
| 1995 | 1994      | Parrot Fish Eye                                  | Okka Disk                | mit Gene Coleman, Jim O’Rourke, Michael Zerang |
| 1997 | 1996      | Impropositions. Solo Saxophone                   | Phono Suecia             | Solo-Aufnahmen (Saxophone, Flageolett, Flöte, Fluteophon) |
| 1999 | 1995      | The Education of Lars Jerry                      | Xeric                    | Solo-Aufnahmen |
| 2000 | 1999      | Windows: The Music of Steve Lacy                 | Blue Chopsticks          | Solo-Aufnahmen |
| 2002 | 2002      | Trees and Truths                                 | Olof Bright              | – |
| 2003 | 2003      | Solos for Contrabass Saxophone                   | Table of the Elements    | – |
| 2005 | 2005      | Catapult (Baritone Sax Solo)                     | Doubt Music              | – |
| 2005 | 2005      | Slide                                            | Firework Edition Records | – |
| 2007 | 2006      | It Is All About…                                 | Tyyfus                   | limitierte Vinyl-Edition |
| 2008 | 2008      | The Vilnius Explosion                            | NoBusiness Records       | mit Eugenijus Kanevičius, Arkadijus Gotesmanas, Marijus Aleksa, Liudas Mockūnas |
| 2008 | 2008      | The Vilnius Implosion                            | NoBusiness Records       | limitierte Vinyl-Edition |
| 2008 | 2008      | Mats G Plays Duke E                              | Qbico                    | limitierte Vinyl-Edition; Kompositionen von Duke Ellington |
| 2009 | 2004–2005 | Duo Box Set                                      | iDEAL Records            | limitierte Vinyl-Edition; Duos mit Fred Lonberg-Holm, Luca Tommaso Mai, Leif Elggren |
| 2009 | 2009      | Mats G. Plays Albert A.                          | Qbico                    | limitierte Vinyl-Edition; Kompositionen von Albert Ayler |
| 2010 |           | Into Fleshy Air / In a Breeze of Departed Bodies | iDEAL Records            | limitierte Kassetten-Edition |
| 2010 | 2010      | Needs!                                           | Dancing Wayang           | limitierte Vinyl-Edition |
| 2012 | 2010      | Bengt                                            | Utech Records            | limitierte Vinyl-Edition; Bengt Nordström gewidmet |
| 2012 | 2011      | Mats G. Plays Gullin                             | Sagittarius A-Star       | limitierte Vinyl-Edition; Komposition von Lars Gullin |
| 2014 | 2008–2011 | Torturing the Saxophone                          | Corbett vs. Dempsey      | – |
| 2016 | 2015      | This Is From the Mouth                           | Utech Records            | limitierte Vinyl-Edition |
| 2016 | 2014      | MG 50 – Peace & Fire                             | Trost Records            | als Mats Gustafsson & Friends (The Thing, Ken Vandermark, Fire!, Fake the Facts, Risc, Klangforum Wien, Swedish Azz, Erwan Keravec, Agustí Fernández, Christof Kurzmann, Mariam Wallentin, DD Kern, Sofia Jernberg, Paul Lovens, Günter Christmann, Thomas Lehn, Paul Lytton, Martin Brandlmayr, Kjell Nordeson, Sven-Åke Johansson, Per-Åke Holmlander, Anna Högberg u. a.); Box-Set anlässlich seines 50. Geburtstags, aufgenommen in Wien im Oktober 2014 |
| 2016 |           | Piano Mating                                     | X-Ray Records            | Solo auf einem Dubreq Piano Mate |
| 2017 |           | Discaholics                                      | Marhaug Forlag           | solo; limitierte 7"-Vinyl-Edition als Beilage zum Buch Discaholics: Record Collector Confessions Vol. 1 |
| 2020 | 2019      | Wantlist In The Black Dot World Of Adventures    | The Black Dot            | – |
| 2020 | 2020      | Worn.Kissed                                      | Underflow Records        | solo; limitierte Vinyl-Edition |
| 2020 | 2020      | Lindemanns Flute                                 | Edjwar Records           | solo; 7"-Vinyl-Edition |
| 2020 | 2020      | Countdown                                        | SUPERPANG                | solo; nur digital erhältlich |
| 2020 | 2016      | Padova Solo                                      | Catalytic Artist Album   | solo; nur digital erhältlich |
| 2022 | 2003      | Contra Songs                                     | Smalltown Supersound     | solo |
| 2022 | 2021      | Pianomate & Flute                                | Bocian Records           | solo; limitierte 5"-Vinyl-Edition |
| 2022 | 2020      | Naja                                             | Corbett vs. Dempsey      | solo |

## Hidros
| VÖ   | Aufnahme | Titel             | Musiklabel           | Anmerkungen |
| ---- | -------- | ----------------- | -------------------- | --- |
| 1999 | 1997     | Hidros One        | Caprice Records      | mit Barry Guy, Fred Lonberg-Holm, Raymond Strid, Sten Sandell, Fredrik Ljungkvist, Günter Christmann, Axel Dörner, Per-Åke Holmlander                                                                |
| 2004 | 2000     | Hidros 3          | Smalltown Supersound | mit Sonic Youth (Thurston Moore, Lee Ranaldo, Steve Shelley, Kim Gordon), Lauren Connors, David Stackenäs, Lotta Melin, Lindha Kallerdahl                                                            |
| 2014 | 2013     | Hidros 6          | Not Two Records      | Box-Set; mit Ingebrigt Håker Flaten, Jon Rune Strøm, Christer Bothén, Paal Nilssen-Love, Agustí Fernández, Joe McPhee, Peter Evans, Per-Åke Holmlander, Dieb13, Kjell Nordeson, Stine Janvin Motland |
| 2014 | 2013     | Hidros 6 Knockin’ | Not Two Records      | Teil des Boxsets Hidros 6 |
| 2022 | 2016     | Hidros 8: Heal    | Trost Records        | mit Anna Högberg, Susana Santos Silva, Per-Åke Holmlander, Hedvig Mollestad, Dieb13, Christof Kurzmann, Massimo Pupillo, Gert-Jan Prins, Ivar Loe Bjørnstad                                          |
| 2023 | 2022     | Hidros 9: Mirrors | Trost Records        | mit NyMusikk Trondheim, Avant Art Ensemble, Anders Nyqvist, Colin Stetson, Hedvig Mollestad, Per-Åke Holmlander, Jérôme Noetinger, Dieb13                                                            |

## Mit Gush
Besetzung: Gustafsson, Raymond Strid, Sten Sandell
| VÖ   | Aufnahme | Titel                  | Musiklabel     | Anmerkungen              |
| ---- | -------- | ---------------------- | -------------- | ------------------------ |
| 1990 |          | Tjo Och Tjim           | Dragon Records | mit Sven-Åke Johansson   |
| 1991 | 1990     | From Things to Sounds… | Dragon Records | –                        |
| 1996 | 1994     | Gushwachs              | Bead Records   | mit Philipp Wachsmann    |
| 1997 | 1996     | Live at Fasching       | Dragon Records | –                        |
| 1999 | 1996     | Live in Tampere        | Dragon Records | –                        |
| 2005 | 2003     | Norrköpping            | Atavistic      | –                        |
| 2005 | 1996     | Electric Eel           | Qbico          | limitierte Vinyl-Edition |
| 2013 | 2004     | 25                     | –              | limitierte Vinyl-EP      |
| 2015 | 2013     | The March              | Konvoj Records | –                        |
| 2023 | 2018     | GUSH 30 Kraków 2018    | Not Two        |                          |
| 2024 | 1998     | Afro Blue              | Trost          |                          |

## Mit dem AALY Trio
Besetzung: Gustafsson, Peter Janson, Kjell Nordeson
| VÖ   | Aufnahme | Titel                        | Musiklabel        | Anmerkungen                                              |
| ---- | -------- | ---------------------------- | ----------------- | -------------------------------------------------------- |
| 1997 | 1996     | Hidden in the Stomach        | Silkheart Records | mit Ken Vandermark                                       |
| 1998 | 1998     | Stumble                      | Wobbly Rail       | mit Ken Vandermark; aufgenommen live                     |
| 1999 | 1999     | Live at the Glen Miller Cafe | Wobbly Rail       | mit Ken Vandermark; aufgenommen live                     |
| 2000 | 2000     | I Wonder If I Was Screaming  | Crazy Wisdom      | mit Ken Vandermark                                       |
| 2002 | 1999     | Double Or Nothing            | Okka Disk         | mit DKV Trio (Ken Vandermark, Kent Kessler, Hamid Drake) |
| 2024 | 2024     | Sustain                      | Silkheart Records | –                                                        |

## Mit The Thing
Besetzung: Gustafsson, Paal Nilssen-Love, Ingebrigt Håker Flaten
| VÖ   | Aufnahme | Titel                              | Musiklabel          | Anmerkungen |
| ---- | -------- | ---------------------------------- | ------------------- | --- |
| 2001 | 2000     | The Thing                          | Crazy Wisdom        | – |
| 2001 | 2001     | She Knows…                         | Crazy Wisdom        | mit Joe McPhee |
| 2002 | 2001     | The Music of Norman Howard         | Anagram Records     | limitiertes gemeinsames Album; nur zwei Stücke; zwei weitere Stücke mit School Days (Ken Vandermark, Jeb Bishop, Kjell Nordeson, Nilssen-Love, Håker Flaten) |
| 2004 | 2004     | Garage                             | Smalltown Superjazz | – |
| 2005 | 2003     | Live at Blå                        | Smalltown Superjazz | – |
| 2005 | 2004     | Sounds Like a Sandwich             | Smalltown Superjazz | mit Cato Salsa Experience (Christian Engfelt, Jon Riise, Bård Enerstad, Cato Salsa) und Joe McPhee                                                           |
| 2006 |          | Action Jazz                        | Smalltown Superjazz | – |
| 2007 | 2007     | Immediate Sound                    | Smalltown Superjazz | mit Ken Vandermark |
| 2008 |          | Now and Forever                    | Smalltown Superjazz | Kompilation mit The Thing, She Knows… und vorher unveröffentlichten Live at Øya mit Thurston Moore sowie Gluttony (beide 2005 aufgenommen)                   |
| 2009 | 2007     | Shinjuku Crawl                     | Smalltown Superjazz | mit Otomo Yoshihide |
| 2009 | 2008     | Bag It!                            | Smalltown Superjazz | – |
| 2010 | 2008     | Shinjuku Growl                     | Smalltown Superjazz | mit Jim O’Rourke |
| 2011 | 2011     | Mono                               | Smalltown Superjazz | – |
| 2012 | 2011     | Metal!                             | NoBusiness Records  | limitierte Vinyl-Edition; mit Barry Guy |
| 2012 |          | The Cherry Thing                   | Smalltown Superjazz | mit Neneh Cherry, sowie Per-Åke Holmlander, Mats Äleklint, Christer Bothén                                                                                   |
| 2012 |          | The Cherry Thing Remixed           | Smalltown Superjazz | Remixe von Kim Hiorthøy, Four Tet, Hortlax Cobra, Carmen Villain, Jim O’Rourke, Lindstrøm & Prins Thomas, Merzbow, Nymph, Kurzmann, Lasse Marhaug            |
| 2013 | 2013     | Boot!                              | The Thing Records   | – |
| 2014 | 2013     | Live                               | The Thing Records   | mit Thurston Moore |
| 2015 | 2015     | Shake                              | The Thing Records   | mit Gastauftritt von Anna Högberg, Goran Kajfeš |
| 2015 |          | Trost Jukebox Series #5            | Trost Records       | Vinyl-Single mit zwei Remixen von Shit And Shine |
| 2016 | 2016     | It’s Only Me (For Erhard Hessling) | –                   | limitierte Vinyl-Single |
| 2016 | 2014     | Collider                           | Not Two Records     | mit DKV Trio (Ken Vandermark, Kent Kessler, Hamid Drake) |
| 2017 | 2015     | Baby Talk                          | Trost Records       | James Blood Ulmer & The Thing; live beim Moldejazz |
| 2018 | 2017     | Again                              | The Thing Records   | – |

## Mit Fire!
Besetzung im Trio-Format: Gustafsson, Johan Berthling, Andreas Werliin
| VÖ   | Aufnahme  | Titel                         | Musiklabel     | Anmerkungen |
| ---- | --------- | ----------------------------- | -------------- | --- |
| 2009 |           | You Liked Me Five Minutes Ago | Rune Grammofon | – |
| 2011 | 2010      | Unreleased?                   | Rune Grammofon | mit Jim O’Rourke |
| 2011 | 2010      | Released!                     | Rune Grammofon | limitierte EP; mit Jim O’Rourke |
| 2012 | 2011      | In the Mouth – A Hand         | Rune Grammofon | mit Oren Ambarchi |
| 2013 | 2012–2013 | (Without Noticing)            | Rune Grammofon | – |
| 2013 | 2012      | Exit!                         | Rune Grammofon | als 28-köpfige Großformation Fire! Orchestra mit Emil Svanängen, Sofia Jernberg, Mariam Wallentin, Emil Strandberg, Magnus Broo, Niklas Barnö, Mats Äleklint, Per Åke Holmlander, Anna Högberg, Elin Larsson, Fredrik Ljungkvist, Christer Bothén, Jonas Kullhammar, Tomas Hallonsten, Sten Sandell, Andreas Söderström, David Stackenäs, Sören Runolf, Joachim Nordwall, Dan Berglund, Joe Williamson, Joel Grip, Johan Berthling, Andreas Werliin, Johan Holmegard, Raymond Strid, Thomas Mera Gartz. Erhielt 2014 die Gyllene Skivan im Bereich Jazz. |
| 2014 | 2012      | Second Exit                   | Rune Grammofon | limitierte Vinyl-Edition; als Fire! Orchestra in 13-köpfiger Besetzung mit Mariam Wallentin, Sofia Jernberg, Goran Kajfeš, Mats Äleklint, Anna Högberg, Elin Larsson, Mats Gustafsson, Sten Sandell, Oren Ambarchi, Joachim Nordwall, Johan Berthling, Andreas Werliin, Will Guthrie, live aufgenommen 2. September 2012 beim Festival Les Rendez-Vous de L’erdre, Nantes. |
| 2014 | 2014      | Enter                         | Rune Grammofon | als Fire! Orchestra in gegenüber Exit! leicht veränderter Besetzung, mit Mariam Wallentin, Simon Ohlsson, Sofia Jernberg, Goran Kajfeš, Emil Strandberg, Magnus Broo, Niklas Barnö, Mats Äleklint, Per Åke Holmlander, Anna Högberg, Elin Larsson, Fredrik Ljungkvist, Martin Küchen, Christer Bothén, Jonas Kullhammar, Martin Hederos, Andreas Söderström, David Stackenäs, Sören Runolf, Joachim Nordwall, Dan Berglund, Joel Grip, Johan Berthling, Andreas Werliin, Johan Holmegard, Raymond Strid |
| 2016 | 2015      | She Sleeps, She Sleeps        | Rune Grammofon | mit Gastauftritten von Oren Ambarchi und Leo Svensson Sander |
| 2016 | 2015      | Ritual                        | Rune Grammofon | als Fire! Orchestra mit Sofia Jernberg, Mariam Wallentin, Niklas Barnö, Susana Santos Silva, Hild Sofie Tafjord, Mats Äleklint, Per Åke Holmlander, Mette Rasmussen, Anna Högberg, Per „Texas“ Johansson, Jonas Kullhammar, Lotte Anker, Mats Gustafsson, Martin Hederos, Edvin Nahlin, Andreas Berthling, Finn Loxbo, Julien Desprez, Andreas Werliin, Johan Berthling, Mads Forby |
| 2018 |           | The Hands                     | Rune Grammofon | – |
| 2019 |           | Arrival                       | Rune Grammofon | als Fire! Orchestra mit Mariam Wallentin, Sofia Jernberg, Anna Lindal, Josefin Runsteen, Katt Hernandez, Leo Svensson, Susana Santos Silva, Per Texas Johansson, Christer Bothén, Isak Hedtjärn, Tomas Hallonsten, Johan Berthling, Andreas Werliin |
| 2020 | 2018      | Actions                       | Rune Grammofon | als Fire! Orchestra mit Goran Kajfeš, Niklas Barnö, Susana Santos Silva, Maria Bertel, Per Åke Holmlander, Anna Högberg, Per „Texas“ Johansson, Christer Bothén, Reine Fiske, Alex Zethson, Elsa Bergman, Torbjörn Zetterberg, Andreas Werliin; Adaption von Krzysztof Pendereckis Actions for Free Jazz Orchestra (1971) |
| 2021 | 2020      | Defeat (Only Further Apart)   | Rune Grammofon | mit Goran Kajfeš, Mats Äleklint |
| 2022 | 2015      | Requiēs                       | Rune Grammofon | mit Stephen O’Malley, David Sandström; limitierte 12"-Vinyl-Ausgabe |
| 2023 | 2022      | Echoes                        | Rune Grammofon | als Fire! Orchestra mit Signe Krunderup Emmeluth, Anna Högberg, Julia Strzalek, Laes Göran Ulander, Mette Rasmussen, Dror Feiler, Mats Äleklint, Josefin Runsteen, Niklas Fite, Alberto Pinton, Daniel Gahrton, Andreas Röysum, Christer Bothén, Amalie Stalheim, My Hellgren, Isak Hedtjärn, Elsa Bergman, Johan Berthling, Andreas Werliin, Martin Hederos, Mats Lindström, Reine Fiske, Per Texas Johansson, Juan Romero, Sten Sandel, Alex Zethson, Per Ruskträsk Johansson, Elin Forkelid, Fredrik Ljungkvist, Maria Bertel, Niklas Barnö, Susana Santos Silva, Tobias Wiklund, Goran Kajfeš, Heiða Karine Jóhannesdóttir Mobeck, Per Åke Holmlander, Kjell Nordeson, Anna Lindal |
| 2024 | 2022      | Testament                     | Rune Grammofon | – |

## Mit dem Peter Brötzmann Chicago Tentet
Besetzung: Peter Brötzmann, Fred Lonberg-Holm, Kent Kessler, William Parker, Michael Zerang, Hamid Drake, Ken Vandermark, Toshinori Kondō, Jeb Bishop
| VÖ   | Aufnahme  | Titel                             | Musiklabel          | Anmerkungen |
| ---- | --------- | --------------------------------- | ------------------- | --- |
| 1998 | 1997      | 1 / 2 / 3                         | Okka Disk           | als Brötzmann / The Chicago Octet/Tentet (Peter Brötzmann, Kent Kessler, Fred Lonberg-Holm, Joe McPhee, Hamid Drake, Michael Zerang, Mars Williams, Ken Vandermark, Jeb Bishop) |
| 2000 | 1999      | Stone/Water                       | Okka Disk           | – |
| 2002 | 2000      | Broken English                    | Okka Disk           | mit Joe McPhee, Roy Campbell |
| 2002 | 2000      | Short Visit to Nowhere            | Okka Disk           | mit Joe McPhee, Roy Campbell |
| 2004 | 2002–2003 | Signs                             | Okka Disk           | – |
| 2004 | 2002      | Images                            | Okka Disk           | – |
| 2004 | 2000      | Two Lightboxes                    | Locust Music        | limitierte Vinyl-Edition als The Lightbox Orchestra; nur Seite A |
| 2005 | 2004      | Be Music, Night                   | Okka Disk           | mit Mike Pearson |
| 2007 | 2006      | American Landscapes 1             | Okka Disk           | – |
| 2007 | 2006      | American Landscapes 2             | Okka Disk           | – |
| 2008 | 2007      | At Molde 2007 (10 Years of 10tet) | Okka Disk           | – |
| 2010 | 2009      | 3 Nights in Oslo                  | Smalltown Superjazz | mit Joe McPhee |
| 2012 | 2011      | Walk, Love, Sleep                 | Smalltown Superjazz | – |
| 2022 | 2002      | Ultraman vs. Alien Metron         | Corbett vs. Dempsey | mit Joe McPhee; limitierte Vinyl-Edition |

## Mit Sonore
Besetzung: Peter Brötzmann, Ken Vandermark, Gustafsson
| VÖ   | Aufnahme | Titel                        | Musiklabel    | Anmerkungen |
| ---- | -------- | ---------------------------- | ------------- | ----------- |
| 2004 | 2003     | No One Ever Works Alone      | Okka Disk     | –           |
| 2007 | 2006     | Only the Devil Has No Dreams | Jazzwerkstatt | –           |
| 2009 |          | Call Before You Dig          | Okka Disk     | –           |
| 2011 | 2011     | Cafe OTO / London            | Trost Records | –           |

## Sonstige Projekte und Kollaborationen
| VÖ   | Aufnahme  | Interpret                                                                 | Titel                                                                         | Musiklabel                      | Anmerkungen |
| ---- | --------- | ------------------------------------------------------------------------- | ----------------------------------------------------------------------------- | ------------------------------- | --- |
| 1988 | 1988      | The Too Much Too Soon Orchestra                                           | Saw – Music for Instruments and Machines                                      | Radium 226.05                   | mit Sören Runolf, Raymond Strid, Petter Hellsing, Dror Feiler |
| 1988 | 1988      | Sten Sandell                                                              | Now Or Never                                                                  | Bauta Records                   | mit Sören Runolf, Raymond Strid, Ulf Strandberg, Johan Petri, Marie Selander |
| 1990 |           | The Try Me Ensemble                                                       | Try Me                                                                        | Blue Tower Records              | Single |
| 1991 | 1990–1991 | Mats Gustafsson / Paul Lovens                                             | Nothing to Read                                                               | Blue Tower Records              | |
| 1992 |           | Per Henrik Wallin / Mats Gustafsson / Kjell Nordeson                      | Dolphins, Dolphins, Dolphins                                                  | Dragon Records                  | |
| 1995 | 1993      | Vario-34                                                                  | Vario-34                                                                      | Blue Tower Records              | mit Alexander Frangenheim, Thomas Lehn, Christian Munthe, Paul Lovens |
| 1995 | 1995      | Mats Gustafsson / Hamid Drake                                             | For Don Cherry                                                                | Okka Disk                       | |
| 1996 | 1994–1995 | Guy / Gustafsson / Strid                                                  | You Forget to Answer                                                          | Maya Recordings                 | |
| 1996 | 1992      | Mats Gustafsson / Barry Guy / Paul Lovens                                 | Mouth Eating Trees and Related Activities                                     | Okka Disk                       | |
| 1996 | 1996      | Jormin / Gustafsson / Jormin                                              | Opus Apus                                                                     | LJ Records                      | |
| 1996 | 1996      | Jaap Blonk / Mats Gustafsson / Michael Zerang                             | Improvisators                                                                 | Kontrans                        | |
| 1997 | 1997      | Mengelberg / Gustafsson / Prins                                           | Live in Holland ’97                                                           | X-OR                            | |
| 1997 | 1997      | Mats Gustafsson / Barry Guy                                               | Frogging                                                                      | Maya Recordings                 | |
| 1997 | 1997      | Two Slices of Acoustic Car                                                | Lennart                                                                       | Blue Tower Records              | limitierte Edition; mit Christian Munthe |
| 1997 | 1995      | The Joel Futterman – ‘Kidd’ Jordan Quintet                                | Nickelsdorfer Konfrontationen                                                 | Silkheart Records               | mit Barry Guy, Alvin Fielder |
| 1997 | 1995      | FJF                                                                       | Blow Horn                                                                     | Okka Disk                       | mit Kent Kessler, Steve Hunt, Ken Vandermark |
| 1997 | 1996      | Guy-Gustafsson-Strid Trio with Marilyn Crispell                           | Gryffgryffgryffs                                                              | Music & Arts Program of America | |
| 1998 |           | Gregorio / Gustafsson / Nordeson                                          | Background Music                                                              | hatOLOGY                        | |
| 1998 | 1997      | Günter Christmann / Mats Gustafsson                                       | One to (Two)...............                                                   | Okka Disk                       | aufgenommen live, limitierte Edition |
| 1999 | 1999      | Mats Gustafsson & His All-Stars featuring John Corbett                    | Sticky Tongues and Kitchen Knives                                             | Xeric                           | auf den ersten Tracks ist Gustafsson solo zu hören, dann im Duo |
| 1999 | 1996      | Georg Graewe Quintet                                                      | Concert in Berlin 1996                                                        | Wobbly Rail                     | mit Marcio Mattos, Mark Sanders, Sebi Tramontana |
| 1999 | 1998      | Vario 34-2                                                                | Water Writes Always in Plural                                                 | Concepts of Doing               | mit Alexander Frangenheim, Christian Munthe, Paul Lovens, Thomas Lehn, Günter Christmann |
| 1999 | 1999      | Jim O’Rourke & Mats Gustafsson                                            | Xylophonen Virtuosen                                                          | Incus Records                   | |
| 1999 | 1999      | The Wild Mans Band                                                        | Three Rocks and a Pine                                                        | Ninth World Music               | mit Peter Brötzmann, Peter Friis Nielsen, Peter Ole Jørgensen |
| 1999 | 1998      | David Grubbs & Mats Gustafsson                                            | Apertura                                                                      | Blue Chopsticks                 | |
| 2000 | 1996      | Corbett / Gustafsson / Kapsalis / Lonberg-Holm                            | Battuto                                                                       | Random Acoustics                | |
| 2000 | 1999      | Thurston Moore / Lee Ranaldo / Steve Shelley / Mats Gustafsson            | New York – Ystad                                                              | Olof Bright                     | limitierte Edition |
| 2000 | 1999      | Mats Gustafsson / Kurt Newman / Mike Gennaro                              | Port Huron Picnic                                                             | Spool                           | |
| 2001 | 2000      | Diskaholics Anonymous Trio                                                | Diskaholics Anonymous Trio                                                    | Crazy Wisdom                    | mit Thurston Moore, Jim O’Rourke |
| 2001 | 2000      | Barry Guy New Orchestra                                                   | Inscape – Tableaux                                                            | Intakt Records                  | mit Hans Koch, Paul Lytton, Raymond Strid, Marilyn Crispell, Evan Parker, Johannes Bauer, Herb Robertson, Per-Åke Holmlander                                                                      |
| 2002 | 2001      | Kevin Drumm / Leif Elggren / Mats Gustafsson                              | DEG                                                                           | Firework Edition Records        | |
| 2002 | 2002      | Paul Rutherford                                                           | Chicago 2002                                                                  | Emanem                          | mit Fred Lonberg-Holm, Kent Kessler, Kjell Nordeson, Lol Coxhill, Jeb Bishop |
| 2002 | 1999      | Greg Goodman / Mats Gustafsson / George Cremaschi                         | They Were Gentle and Pretty Pigs                                              | The Beak Doctor                 | |
| 2002 | 2001      | Mats Gustafsson & Paal Nilssen-Love                                       | I Love It When You Snore                                                      | Smalltown Supersound            | |
| 2003 | 2002      | Grubbs / Gustafsson                                                       | Off-Road                                                                      | Blue Chopsticks                 | |
| 2003 | 2003      | Mats Gustafsson & David Stackenäs                                         | Blues                                                                         | Atavistic                       | |
| 2004 | 2002      | Bob Hund                                                                  | Ystad 7 October 2002                                                          | Dilettante Productions          | limitierte Vinyl-Edition; mit Ken Vandermark, Kjell Nordeson |
| 2005 | 2004      | Barry Guy New Orchestra                                                   | Oort-Entropy                                                                  | Intakt Records                  | mit Agustí Fernández, Evan Parker, Hans Koch, Johannes Bauer, Herb Robertson, Per Åke Holmlander, Paul Lytton, Raymond Strid,                                                                     |
| 2005 | 2005      | Mats Gustafsson / Fred Lonberg-Holm                                       | But a Cry of Pain Rolls up the Mountain                                       | iDEAL Recordings/Kning Disk     | limitierte Vinyl-Single |
| 2005 | 2005      | Mats Gustafsson / Luca Tommaso Mai                                        | While the Wind Mixes the Playing Cards of Polite Faces                        | iDEAL Recordings/Kning Disk     | limitierte Vinyl-Single |
| 2005 | 2005      | Otomo Yoshihide’s New Jazz Orchestra                                      | ONJO                                                                          | Doubtmusic                      | mit Okura Masahiko, Kenta Tsugami, Mizutani Hiroaki, Nananan Kiriko, Yoshigaki Yasuhiro, Sachiko M., Cor Fuhler, Ishikawa Ko, Alfred Harth, Aoki Taisei, Axel Dörner, Takara Kumiko, Kahimi Karie |
| 2005 | 2005      | Otomo Yoshihide’s New Jazz Orchestra                                      | Out to Lunch                                                                  | Doubtmusic                      | Interpretation des gleichnamigen Albums von Eric Dolphy |
| 2005 | 2004      | Agustí Fernández & Mats Gustafsson                                        | Critical Mass                                                                 | psi                             | – |
| 2005 | 2004      | Zu / Mats Gustafsson                                                      | How to Raise an Ax                                                            | Atavistic                       | mit |
| 2005 | 2004      | Nash Kontroll                                                             | Your Left Hand Just Exploded                                                  | iDEAL Recordings                | mit Dror Feiler, Lasse Marhaug |
| 2006 | 2004      | Torden Kvartetten                                                         | 13 Erindringer Fra Hr. Grøns Liv                                              | Ninth World Music               | mit Peter Friis Nielsen, Peter Ole Jørgensen, Per-Åke Holmlander |
| 2006 | 2006      | Strountes                                                                 | Strountes                                                                     | Slottet Records                 | mit Anla Courtis, Magnus Broo, Maria Eriksson |
| 2006 | 2002      | Diskaholics Anonymous Trio                                                | Weapons of Ass Destruction                                                    | Smalltown Superjazz             | mit Thurston Moore, Jim O’Rourke |
| 2006 | 2002      | Diskaholics                                                               | Live in Japan                                                                 | Load Records                    | mit Thurston Moore, Jim O’Rourke; live in Tokyo |
| 2006 | 2004      | Otomo Yoshihide’s New Jazz Quintet                                        | ONJQ – Live in Lisbon                                                         | Clean Feed Records              | mit Tsugami Kenta, Mizutani Hiroaki, Yoshigaki Yasuhiro |
| 2007 | 2005      | Two Bands And A Legend                                                    | Two Bands and a Legend                                                        | Smalltown Superjazz             | mit Cato Thomassen, Bård Enerstad, Christian Engfelt, Jon Magne Riise, Ingebrigt Håker Flaten, Paal Nilssen-Love, Joe McPhee                                                                      |
| 2007 | 2005      | Two Bands and a Legend                                                    | I See You Baby Shakin’ That Ass                                               | Smalltown Superjazz             | mit Joe McPhee, Cato Thomassen, Bård Enerstad, Ingebrigt Håker Flaten, Christian Engfelt, Jon Magne Riise, Paal Nilssen-Love                                                                      |
| 2007 |           | Peter Brötzmann / Paal Nilssen-Love / Mats Gustafsson                     | The Fat Is Gone                                                               | Smalltown Superjazz             | aufgenommen beim Molde Jazzfestival |
| 2007 | 2005      | Boots Brown                                                               | Boots Brown                                                                   | Slottet Records                 | mit David Stackenäs, Johan Berthling, Magnus Broo |
| 2007 | 2005      | Mats Gustafsson / Paolo Angeli                                            | PhonoMetak Series # 2                                                         | PhonoMetak Laboratories         | limitierte Vinyl-Edition; Gustafsson solo mit 3 Liedern |
| 2007 | 2005      | Mats Gustafsson and Yoshimi                                               | Words on the Floor                                                            | Smalltown Superjazz             | mit Yoshimi Yokota |
| 2007 | 2005      | Original Silence                                                          | The First Original Silence                                                    | Smalltown Superjazz             | mit Paal Nilssen-Love, Massimo Pupilo, Terrie Ex, Thurston Moore, Jim O’Rourke |
| 2007 | 2004      | Paal Nilssen-Love / Mats Gustafsson                                       | Splatter                                                                      | Smalltown Superjazz             | – |
| 2007 | 2006      | Eric Oscarsson and the Perspectives                                       | Free the Jazz                                                                 | Free The Jazz Discs             | mit Johan Berthling, Raymond Strid |
| 2008 | 2005      | Sonic Youth med Mats Gustafsson og Merzbow                                | Andre Sider af Sonic Youth                                                    | Sonic Youth Records             | |
| 2008 | 2006      | Mats Gustafsson / Cor Fuhler                                              | Split LP Series #3                                                            | Narrominded                     | auf Seite A solo |
| 2008 | 2008      | Lasse Marhaug / Mats Gustafsson                                           | For Åke Hodell                                                                | Quasi Pop Records               | limitierte Vinyl-Edition; Gustafsson auf Seite B |
| 2008 | 2006      | Barry Guy / Mats Gustafsson / Raymond Strid                               | Tarfala                                                                       | Maya Recordings                 | – |
| 2008 | 1998      | The Articles                                                              | Goodbye Silence                                                               | FMR Records                     | mit Pat Thomas, Roger Turner |
| 2008 | 2006      | My Cat Is An Alien / Mats Gustafsson                                      | Cosmic Debris Volume IV                                                       | Opax                            | limitierte Vinyledition; Gustafsson auf Seite A |
| 2008 | 2005      | Original Silence                                                          | The Second Original Silence                                                   | Smalltown Superjazz             | Steve Lacy gewidmet |
| 2009 | 2009      | Barry Guy Solo/Duo With Mats Gustafsson                                   | Sinners, Rather Than Saints                                                   | NoBusiness Records              | limitierte Vinyl-Edition |
| 2009 |           | Mats Gustafsson / Lennart Nilsson                                         | Soundfood – Listen Eat Drink                                                  | Olof Bright                     | Vinyl-Single; solo |
| 2009 | 2008      | Barry Guy, London Jazz Composers Orchestra / Irène Schweitzer             | Radio Rondo / Schaffhausen Concert                                            | Intakt Records                  | Gustafsson nur auf Radio Rondo mit dem London Jazz Composers Orchestra |
| 2009 | 2009      | The Artfarmer                                                             | The Artfarmer                                                                 | Treffpunkt                      | limitierte Vinyl-Edition; mit Clay Ketter, Anders Lindsjö |
| 2009 |           | Otomo Yoshihide / Ozeki Mikito / Mats Gustafsson                          | With Records                                                                  | Doubtmusic                      | limitierte EP |
| 2010 | 2010      | Swedish Azz                                                               | Merry Azzmas                                                                  | Not Two Records                 | Single; mit Erik Carlsson, Per-Åke Holmlander, Kjell Nordeson, Dieb13 |
| 2010 |           | Two Slices of Acoustic Car / Raw Kites                                    | Two Slices of Acoustic Car With Raw Kites                                     | Oscillation of Pressure         | limitierte Vinyl-Edition; mit Christian Munthe als Two Slices |
| 2010 | 2008      | Intergalactic Sound Transmission                                          | Live at Ystad Art Museum, May 3rd 2008                                        | Olof Bright                     | limitierte Edition; mit Amit Sen, Jakob Riis, Johnny Essing, Per Svensson, Maja Svensson, Ulf Gertz, Ebbot Lundberg, Thomas Millroth, Yrr Jónasdóttir                                             |
| 2010 | 2009      | Chris Corsano / Thurston Moore / Mats Gustafsson / Bill Nace              | Mother / Groundhog                                                            | Ecstatic Peace! / Open Mouth    | limitierte Vinyl-Edition |
| 2010 | 2008      | Swedish Azz                                                               | Jazz På Svenska                                                               | Not Two Records                 | – |
| 2010 | 2009      | Gord Grdina Trio With Mats Gustafsson                                     | Barrel Fire                                                                   | Drip Audio                      | mit Tommy Babin, Kenton Loewen, Gord Grdina |
| 2010 | 1994      | TR!O                                                                      | TR!O                                                                          | FMP                             | mit Günter Christmann, Paul Lovens |
| 2011 | 2009      | Kieran Hebden / Steve Reid / Mats Gustafsson                              | Live at the South Bank                                                        | Smalltown Superjazz             | mit Kieran Hebden, Steve Reid |
| 2011 | 2006      | Torden Kvartetten                                                         | Devil’s Last Call                                                             | Ninth World Music               | – |
| 2011 |           | The Sons of God & Mats Gustafsson                                         | Reception                                                                     | Firework Edition Records        | mit Kent Tankred, Leif Elggren |
| 2011 | 2011      | Mats Gustafsson & Johns Lunds                                             | Plays Baritone Saxophone                                                      | Yoyooyoy                        | limitierte Vinyl-Single |
| 2011 | 2011      | (Fake) The Facts                                                          | (Fake) The Facts                                                              | Editions Mego                   | mit Dieb13, Martin Siewert |
| 2011 |           | Swedish Azz                                                               | Azz Appeal                                                                    | Not Two Records                 | – |
| 2011 | 2010      | Mats Gustafsson & Raymond Strid / Riis And The Smooth Ones                | Split 10"                                                                     | Gaffer Records                  | – |
| 2011 | 2009      | Tarfala Trio                                                              | Syzygy                                                                        | NoBusiness Records              | limitierte Vinyl-Edition; mit Barry Guy, Raymond Strid |
| 2011 | 2009      | Evans / Fernández / Gustafsson                                            | Kopros Lithos                                                                 | Multikulti Project              | |
| 2012 | 2012      | Johns Lunds & Mats Gustafsson                                             | Plays Alto Saxophone                                                          | Yoyooyoy                        | limitierte Vinyl-Single |
| 2012 | 2011      | Mats Gustafsson / John Russell / Raymond Strid                            | Birds                                                                         | dEN Records                     | – |
| 2012 |           | Swedish Azz                                                               | Toots and Quincy                                                              | Not Two Records                 | Vinyl-Single |
| 2012 | 2011      | Mats Gustafsson / Ken Vandermark / Ab Baars / Paal Nilssen-Love           | Abet?! አቤት?!                                                                  | Terp Records                    | limitierte Vinyl-Split-Single für den Record Store Day; Gustafsson Solo auf Seite B |
| 2012 | 2009      | Mats Gustafsson / Thurston Moore                                          | Play Some Fucking Stooges                                                     | Quasi Pop Records               | limitierte Vinyl-Edition |
| 2012 | 2011      | Gustafsson / Lindsjö                                                      | Gustafsson Lindjö                                                             | Treffpunkt                      | Vinyl-Single |
| 2012 | 2010      | Mats Gustafsson / Paal Nilssen-Love / Mesele Asmamaw                      | Baro 101                                                                      | Terp Records                    | Aufnahme im Baro Hotel in Addis Abeba |
| 2012 | 1998      | Sven-Åke Johansson                                                        | Die Harke und der Spaten – About the Love Life of the Garden Tools            | Umlaut Records                  | mit Sven-Åke Johansson, Matthias Bauer, Raymond Strid, Sten Sandell, Axel Dörner |
| 2012 | 2011      | Colin Stetson & Mats Gustafsson                                           | Stones                                                                        | Rune Grammofon                  | mit Colin Stetson |
| 2012 | 2012      | Ich Bin N!ntendo & Mats Gustafsson                                        | Ich Bin N!ntendo & Mats Gustafsson                                            | Va Fongool                      | mit Joakim Heibø Johansen, Magnus Skavhaug Nergaard, Christian Skår Winther |
| 2013 | 2012      | Mats Gustafsson / Thurston Moore                                          | Vi Är Alla Guds Slavar                                                        | Otoroku                         | limitierte Vinyl-Edition |
| 2013 |           | Ass                                                                       | 4                                                                             | Headspin Recordings             | mit Alexander Zethson, Andreas Söderström, Tomas Hollensten, Mats Äleklint |
| 2013 | 2013      | Paal Nilssen-Love & Mats Gustafsson                                       | Sin Gas                                                                       | Bocian Records                  | – |
| 2013 | 2013      | Paal Nilssen-Love & Mats Gustafsson                                       | Con Gas                                                                       | Bocian Records                  | limitierte Doppel-Vinyl-Single |
| 2013 | 2013      | Mats Gustafsson & Didi Kern                                               | Eissalon (Live)                                                               | Rock Is Hell Records            | limitierte Vinyl-Edition |
| 2013 | 2012      | Merzbow / Pándi / Gustafsson                                              | Cuts                                                                          | RareNoise Records               | mit Merzbow, Balázs Pándi |
| 2013 | 2013      | Agustí Fernández / Mats Gustafsson / Ramon Prats                          | Breakin the Lab!                                                              | Discordian Records              | nur digital |
| 2013 | 2011      | DKV + Gustafsson / Nilssen-Love / Pupillo                                 | Schl8hof                                                                      | Trost Records                   | mit DKV Trio (Ken Vandermark, Hamid Drake, Kent Kessler), Paal Nilssen-Love, Massimo Pupillo |
| 2013 | 2012      | The Ex & Brass Unbound                                                    | Enormous Door                                                                 | Ex Records                      | mit Ken Vandermark, Andy Moor, Terrie Hessels, Katharina Bornefeld, Arnold de Boer, Wolter Wierbos, Roy Paci                                                                                      |
| 2013 | 2000      | Pipeline                                                                  | Pipeline                                                                      | Corbett vs. Dempsey             | mit einer 16-köpfigen Band |
| 2013 | 2010      | Barry Guy New Orchestra Small Formations                                  | Mad Dogs                                                                      | Not Two Records                 | limitierte Edition |
| 2013 | 2013      | Vandermark / Gustafsson                                                   | Verses                                                                        | Corbett vs. Dempsey             | – |
| 2013 | 2011      | Swedish Azz                                                               | Erik Carlsson & All Stars                                                     | Not Two Records                 | als Vol. 1 und Vol. 2 veröffentlicht |
| 2013 | 2012      | Correction with Mats Gustafsson                                           | Shift                                                                         | NoBusiness Records              | mit Joacim Nyberg, Emil Åstrand-Melin, Sebastian Bergström |
| 2014 | 2013      | Barry Guy New Orchestra                                                   | Amphi · Radio Rondo                                                           | Intakt Records                  | – |
| 2014 | 2012      | Barry Guy New Orchestra Small Formations                                  | Mad Dog on the Loose                                                          | Not Two Records                 | 4-CD-Set |
| 2014 | 1990      | Sven-Åke Johansson                                                        | The 80’s Selected Concerts                                                    | SÅJ                             | Gustafsson auf CD1 Rimski |
| 2014 | 2013      | Agustí Fernández & Mats Gustafsson                                        | Constellations                                                                | Clamshell Records               | – |
| 2014 |           | Mats Gustafsson & Albert Oehlen                                           | Trost Jukebox Series #1                                                       | Trost Records                   | Vinyl-Single; mit Albert Oehlen |
| 2014 | 2013      | Fake the Facts                                                            | Soundtrack                                                                    | Trost Records                   | – |
| 2014 | 2013      | Boots Brown                                                               | Dashes to Dashes                                                              | Häpna                           | mit Johan Berthling, David Stackenäs, Magnus Broo |
| 2015 | 2009      | Mats Gustafsson & Thurston Moore                                          | Hit the Wall!                                                                 | Smalltown Superjazz             | – |
| 2015 | 2013      | Thurston Moore + Mats Gustafsson                                          | Live at Henie Onstad Kunstsenter                                              | Prisma Records                  | limitierte Vinyl-Edition |
| 2015 | 2012      | Merzbow / Gustafsson / Pándi                                              | Live in Tabačka 13/04/12                                                      | Tabačka Records                 | limitierte Vinyl-Edition |
| 2015 |           | Merzbow / Mats Gustafsson / Balázs Pándi / Thurston Moore                 | Cuts of Guilt, Cuts Deeper                                                    | RareNoise Records               | – |
| 2015 | 2013      | Swedish Azz Med Vänner & Gilbert Holmströms Sextett                       | Fåglarna                                                                      | Not Two Records                 | auf Seite B mit Swedish Azz + Gilbert Holström, Bengt Ernryd |
| 2015 |           | Slobber Pup                                                               | Pole Axe                                                                      | RareNoise Records               | mit Balázs Pándi, Joe Morris, Jamie Saft |
| 2015 | 2014      | Mats Gustafsson With John Russell & Phil Minton                           | A Duo(s)                                                                      | Bocian Records                  | mit John Russell, Phil Minton |
| 2015 | 2013      | Agustí Fernández + Mats Gustafsson                                        | Burnin the Lab!                                                               | Discordian Records              | nur digital |
| 2016 | 2014      | Chippendale / Gustafsson / Pupillo                                        | Melt                                                                          | Trost Records                   | mit Brian Chippendale, Massimo Pupillo |
| 2016 |           | Mats Gustafsson / Christof Kurzmann                                       | Falling and 5 Other Failings                                                  | Trost Records                   | – |
| 2016 | 2013      | Marclay / Gustafsson                                                      | In Hindsight                                                                  | The Vinyl Factory               | limitierte Vinyl-Edition |
| 2017 | 2015      | Mats Gustafsson & Craig Taborn                                            | Ljubljana                                                                     | Clean Feed Records              | – |
| 2017 |           | Mats Gustafsson / Joachim Nordwall                                        | A Map of Guilt                                                                | Bocian Records                  | limitierte Vinyl-Edition |
| 2017 |           | Peter Evans / Agustí Fernandez / Mats Gustafsson                          | A Quietness of Water                                                          | Not Two Records                 | – |
| 2017 |           | Mats Gustafsson / Alfred Vogel                                            | Blow + Beat                                                                   | Boomslang Records               | – |
| 2017 | 2015      | Agustí Fernández Celebration Ensemble                                     | Agustí Fernández Celebration Ensemble                                         | Fundacja Słuchaj!               | – |
| 2017 | 2016      | Summit Quartet                                                            | Live in Sant’Anna Aresi                                                       | Ai Confini Tra Sardegna E Jazz  | mit Hamid Drake, Luc Ex, Ken Vandermark |
| 2017 | 2006      | Mats Gustafsson / Barry Guy / Raymond Strid                               | Tarfala                                                                       | catalytic sound                 | – |
| 2018 |           | Luft                                                                      | Volume 1: Inhale                                                              | Duo mit Erwan Keravec           | |
| 2018 | 2016      | Merzbow / Balázs Pándi / Mats Gustafsson / Thurston Moore                 | Cuts Up Cuts Out                                                              | RareNoise Records               | limitierte Record-Store-Day-Vinyl-Ausgabe |
| 2018 | 2016–2017 | Chaos Echœs with Mats Gustafsson                                          | Sustain                                                                       | Utech Records                   | limitierte Vinyl-Ausgabe |
| 2018 | 2017      | Gustafsson & Adasiewicz                                                   | Timeless                                                                      | Corbett vs. Dempsey             | – |
| 2018 |           | Mats Gustafsson & Didi Kern                                               | Marvel Motor                                                                  | Rock Is Hell Records            | limitierte Vinyl-Ausgabe |
| 2018 | 2018      | The End                                                                   | Svårmod Och Vemod Är Värdesinnen                                              | RareNoise Records               | mit Anders Hana, Kjetil Møster, Greg Saunier, Sofia Jernberg |
| 2018 | 2007      | Joe McPhee & Mats Gustafsson                                              | Brace for Impact                                                              | Corbett vs. Dempsey             | – |
| 2018 |           | Anguish                                                                   | Anguish                                                                       | RareNoise Records               | mit Andreas Werliin, Mike Mare, Hans Joachim Irmler, Will Brooks |
| 2019 | 2006      | Mats Gustafsson & Christian Marclay                                       | Link                                                                          | Smalltown Supersound            | – |
| 2019 | 2009      | Two Slices of Acoustic Car                                                | Live in Vancouver                                                             | Forsake Recordings              | Minialbum |
| 2019 | 2018      | Wendy Gondeln and Mats Gustafsson, with Wolfgang Voigt and Martin Siewert | The Shithole Country & Boogie Band                                            | Corbett vs. Dempsey             | – |
| 2019 | 2019      | The Underflow                                                             | The Underflow                                                                 | Corbett vs. Dempsey             | bei Underflow Records mit einem Titel weniger als Live at the Underflow Record Store and Art Gallery (2019) erschienen; mit Rob Mazurek, David Grubbs                                             |
| 2020 |           | The End                                                                   | Nedresa                                                                       | RareNoise Records               | Vinyl-EP |
| 2020 | 2019      | The End                                                                   | Allt Är Intet                                                                 | RareNoise Records               | mit Kjetil Møster, Sofia Jernberg, Anders Hana, Børge Fjordheim |
| 2020 | 1994      | DUX Orchestra                                                             | Duck Walks Dog (With Mixed Results)                                           | NoBusiness Records              | limitierte Vinyl-Edition; mit William Connell, Jr., Dave Sewelson, David Hofstra, Susie Ibarra, Walter “Sweet” Perkins, JC Morrison                                                               |
| 2020 | 1993      | Johansson / Christmann / Gustafsson                                       | In Podewil Berlin 1993 Vol. I Mittwoch                                        | SÅJ                             | nur digital erhältlich |
| 2020 | 1993      | Johansson / Christmann / Gustafsson                                       | In Podewil Berlin 1993 Vol. II Donnerstag                                     | SÅJ                             | nur digital erhältlich |
| 2020 | 2018      | Vario 34-3                                                                | Free Improvised Music                                                         | Corbett vs. Dempsey             | mit Günter Christmann, Alexander Frangenheim, Thomas Lehn, Paul Lovens |
| 2020 | 2018      | Sabu Toyozumi / Mats Gustafsson                                           | Hokusai                                                                       | NoBusiness Records              | – |
| 2021 | 2020      | The Underflow                                                             | Instant Opaque Evening                                                        | Blue Chopsticks                 | – |
| 2021 | 2017      | Thurston Moore / Mats Gustafsson / Stephen O’Malley                       | Born Without a Word / At a Worn                                               | Slowboy Records                 | limitierte weiße Vinyl-Edition |
| 2021 | 2019      | Oren Ambarchi                                                             | Live Hubris                                                                   | Black Truffle                   | – |
| 2022 | 2021      | Ensemble VÅR                                                              | VÅR                                                                           | Confront                        | mit Mats Lindström, Joachim Nordwall, Anna Lindal |
| 2022 | 2020      | Mats Gustafsson / Christof Kurzmann                                       | Prosperity                                                                    | next festival records           | – |
| 2023 | 2021      | Mats Gustafsson / Joachim Nordwall                                        | Their Power Reached Across Space and Time – To Defy Them Was Death – Or Worse | Thrill Jockey                   | nur Vinyl |
| 2023 |           | The End                                                                   | Why Do You Mourn                                                              | Trost Records                   | – |
| 2023 | 2021      | Mats Gustafsson / Andreas Hoem Røysum                                     | Vindögæ                                                                       | Motvind Records                 | nur Vinyl |
| 2023 | 2022      | Gustafsson / Swell                                                        | Dreamtime                                                                     | Idyllic Noise                   | nur Vinyl |
| 2023 | 2022      | Mats Gustafsson & Ensemble E                                              | EE PLUS ONE                                                                   | Trost Records                   | mit Helga Myhr, Daniel Buner Formo, Arne Forsén, Susana Santos Silva, Sylwia Świątkowska, Maniucha Bikont                                                                                         |
| 2023 |           | Zea                                                                       | We Are Still Each Other’s Only Hope                                           | Makkum Records                  | mit Harald Austbø, Xavier Charles, Ineke Duivenvoorde, OLOLOLOP, Hubert Kostkiewicz, Arnold de Boer, Arakawa Atsushi                                                                              |
| 2023 |           | Mats Gustafsson & Liudas Mockūnas                                         | Watching a Dog. Smiling                                                       | NoBusiness Records              | nur Vinyl |
| 2024 |           | Maxcolic                                                                  | Jag Dricker, Jag Dricker, Alltså Finns Jag                                    | Aurora Central                  | mit Edward Jarvis; 7"-Vinyl, limitiert |
| 2024 | 2023      | Mats Gustafsson and Joachim Nordwall                                      | Attaining the Supreme                                                         | iDEAL Records                   | limitierte Edition |
| 2025 | 2023      | Zoe Pia / Mats Gustafsson                                                 | Rite                                                                          | Parco Della Musica Records      | – |
| 2025 |           | Joe McPhee                                                                | I’m Just Say’n                                                                | Smalltown Supersound            | Musik von Gustafsson, Stimme von McPhee |
| 2025 |           | Cosmic Ear                                                                | Traces                                                                        | We Jazz                         | mit Goran Kajfeš, Christer Bothén, Kansan Zetterberg, Juan Romero |

## Gastauftritte
| VÖ   | Aufnahme  | Interpret                    | Titel                                                                                      | Musiklabel                   | Anmerkungen |
| ---- | --------- | ---------------------------- | ------------------------------------------------------------------------------------------ | ---------------------------- | --- |
| 1990 |           | Various Artists              | Sounds – Contemporary Swedish Improvised Music                                             | Blue Tower Records           | 2 Lieder mit Two Slices of Electric Car (mit Christian Munthe), 1 mit Maxcolic (mit Anders Lindsjö und Raymond Strid), 1 mit AALY Trio (mit Niklas Billström, Kjell Nordeson), 1 mit Frim Storband, 1 mit Gush (mit Raymond Strid, Sten Sandell) |
| 1993 | 1992      | Sainkho Namchylak            | Letters                                                                                    | Leo Records                  | auf Letter 4 |
| 1994 |           | Various Artists              | The Aerial #6                                                                              | The Aerial                   | auf Xastock mit Ricardo Dal Farra |
| 1995 | 1991–1992 | Günter Christmann            | Sometimes Crosswise                                                                        | Moers Music                  | auf »Scheiß Affe«, Mais, Pourqoui?, »Erregte Einwände, Entfernte Ereignisse«, Par Contr |
| 1996 |           | Gastr del Sol                | Upgrade & Afterlife                                                                        | Drag City                    | auf The Sea Incertain |
| 1998 |           | Jeb Bishop                   | 98 Duets                                                                                   | Wobbly Rail                  | auf b. [With Gustafsson] and e. [With Gustafsson] |
| 1998 |           | Various Artists              | 3 Concerts per a A.T. – In der Kestnergesellschaft Hannover                                | Edition Explico              | auf 3 Liedern mit TR!O (mit Günter Christmann, Paul Lovens) |
| 1999 | 1997–1998 | Simon Steensland             | Led Circus                                                                                 | Ultimate Audio Entertainment | auf Instant Jesus (Captain Cluster’s Last Crusade) |
| 1999 |           | John Corbett & Heavy Friends | I’m Sick About My Hat                                                                      | Atavistic                    | auf Lagavullin Breath, Ready Kilowatt |
| 2000 |           | David Grubbs                 | The Spectrum Between                                                                       | Drag City                    | auf Stanwell Perpetual, Gloriette |
| 2000 | 2000      | Per-Åke Holmlander           | Carliot Still Walking                                                                      | Carliot                      | auf Good Friends |
| 2003 | 2002      | Various Artists              | Åke Hodell: Friends of the Bumblebee                                                       | Håll Tjäften                 | auf The Beginning mit Alva Melin, Yrsa Keysendal |
| 2003 |           | Various Artists              | Vijftig-En-Een-Half                                                                        | Kontrans                     | auf Wib Fibby Wap mit Splinks (Gustafsson, Michael Zerang, Jaap Blonk) |
| 2005 | 2005      | Olle Bonniér                 | Plingeling/Plingaling                                                                      | Olof Bright                  | auf Score for Invisible Sound, Titelsong |
| 2007 | 2006      | Various Artists              | Beirut – Ystad                                                                             | Olof Bright                  | auf vier Liedern mit Christine Sehnaoui, Joel Grip, Raed Yassin, David Stackenäs, Sven-Åke Johansson, Charbel Haber, Mazen Kerbaj |
| 2008 |           | Various Artists              | Live Beyond Mars – Bowie Covered                                                           | Rapster Records              | auf Life on Mars mit The Thing |
| 2009 |           | Various Artists              | Klingt.org: 10 Jahre Bessere Farben                                                        | Mikroton Recordings          | auf Just Azz mit Swedish Azz |
| 2010 | 2009      | Trio BraamDeJoodeVatcher     | Quartet                                                                                    | BBB                          | auf Q51 |
| 2010 |           | Fond Of Tigers               | Continent & Western                                                                        | Drip Audio                   | auf Grandad |
| 2010 | 2008      | Jaga Jazzist                 | One-Armed Bandit                                                                           | Ninja Tune                   | auf The Thing Introduces… |
| 2011 |           | Various Artists              | Bridges                                                                                    | Machinefabriek               | limitierte Vinyl-Edition; auf Rhine mit Nate Wooley |
| 2011 | 2008      | Jakob Riis                   | No Denmark                                                                                 | Olof Bright                  | auf No Sea |
| 2013 |           | The New Alchemy              | On the Other Side of Light                                                                 | Subliminal Sounds            | limitierte Vinyl-Edition; auf Solar Eclipse (Alive at Ales Stenar), On the Other Side of Light, Extra Terrestrial Blues |
| 2014 | 2014      | Christof Kurzmann            | Theoral No. 8                                                                              | Theoral                      | limitierte Edition; auf Live @ „klingt.org Gala“ |
| 2014 | 2013–2014 | Günter Christmann            | The Sublime and the Profane, Processes Between Improvised Music and Sounds From Daily Live | Edition Explico              | limitierte Edition; auf Example 5, Cuts, Dry, Chase 1, S(w)inging 1 |
| 2014 |           | Zea                          | The Swimming City                                                                          | Makkum Records               | auf Sub Specie Ludens |
| 2015 | 2012      | The Ex                       | At Bimhuis (1991–2015)                                                                     | Ex Records / Bimhuis Records | auf 24 Problems, Gondar |
| 2016 |           | Radian                       | On Dark Silent Off                                                                         | Thrill Jockey Records        | limitierte Vinyl-Edition; auf Blue Noise, Black Lake |
| 2017 | 2014      | Vario-50                     | The Art of the Duo                                                                         | Edition Explico              | limitierte Edition; auf Mats Gustafsson (tenorsax) _ Michael Griener (percussion) |
| 2017 |           | BNNT                         | Multiverse                                                                                 | Instant Classic              | auf zwei Songs |
| 2017 |           | Mariam The Believer          | Love Everything                                                                            | Repeat Until Death           | Saxophon-Sample aus Trees & Truths |
| 2018 |           | Various Artists              | The Art of the Duo – 2                                                                     | Edition Explico              | auf Günter Christmann (cello) _ Mats Gustafsson (sopranosax) |
| 2020 | 2018      | Various Artists              | Not Two… But Twenty                                                                        | Not Two Records              | limitierte Jubiläums-Box; auf 6 Liedern zusammen mit Mikołaj Trzaska, Per-Âke Holmlander, Rafał Mazur, Agustí Fernández, Paal Nilssen-Love, Ken Vandermark, Steve Swell                                                                          |
| 2021 | 2016      | Kid Millions, Jan St. Werner | Imperium Droop                                                                             | Thrill Jockey                | auf Color Bagpipes, Nuclei Melodies |
| 2022 | 2000      | Lehn & Strid                 | Live at Anagram, 2000                                                                      | self-release Raymond Strid   | nur digital; auf Improvisation 3-29.09.2000 |
| 2022 | 2018      | Barry Guy and Friends        | Kraków 2018                                                                                | Not Two Records              | auf For To End Yet Again (CD5) |
| 2022 |           | Various Artists              | Вони не пройдуть                                                                           | Trost Records                | auf Translated Slaughter 2019 mit The End und Live 2017 Part 4 mit The Thing; Benefiz-Album für Opfer des Ukraine-Kriegs |
| 2022 |           | Bengt Frippe Nordström       | Vinyl Box                                                                                  | Ni-Vu-Ni-Connu               | limitierte Ausgabe; solo auf RRRHHMMMM RRRRRRRHHHHMMMMM!, Seite J (To Bengt) |
| 2024 |           | Nout                         | Live Album                                                                                 | Trost Records                | auf The Last Train, Ca Sent Le Brulé, Noutsson |